# Mesías en el judaísmo

Estrella de David.

En el judaísmo, el Rey Mesías es el ungido de la Casa de David (Maljut Beit David) (del hebreo: משיח [mâshı̂yach] ‘ungido’),el judaísmo tradicionalmente hace referencia a un futuro líder judío, un rey judío del linaje de la Casa de David, un descendiente directo del Rey David de la Biblia (David HaMelej) que será el ungido del Reino de Israel, y será investido para gobernar al pueblo judío, al resto del Mundo y a toda la humanidad. 
El Mesías en cuestión será conocido como "Mashíaj Ben David", el rey será el segundo y último de los dos mesías esperados por el judaísmo. El primero, "Mashíaj Ben Yosef", junto con el segundo "Mashíaj Ben David", estarán involucrados en la liberación del pueblo judío del exilio y la diáspora judía, y ello dará paso al advenimiento de la tan esperada Era mesiánica, donde todas las naciones de la Tierra reconocerán al Dios de Israel como soberano y Señor, y reinarán la paz y la justicia.
El origen del término משיח [mâshı̂yach] proviene de la raíz מָשַׁח [mâshach], que significa «ungir». En el Tanaj, משיח [mâshı̂yach] no solo se utiliza para referirse al Mesías, también aparece como referencia al Sumo sacerdote de Israel (Levítico 4:3,5,16; Levítico 6:15; Salmos 84:10), al Rey de Israel y a la dinastía davídica (1 Samuel 24:7; 2 Samuel 1:14; Lamentaciones 4:20; Salmos 20:7; Habacuc 3:13; 2 Crónicas 6:42, etc.), a Ciro II el Grande (Isaías 45:1) y a los patriarcas de la Biblia (Salmos 105:15; 1 Crónicas 16:22)

## Origen, naturaleza y funciones
La creencia en un mesías hecho hombre (encarnación) no ha sido desde siempre parte del judaísmo. Los precursores de esta creencia fueron los fariseos (פרושים - perushím, herederos de los asideos), quienes se establecieron como grupo hacia el año 170 antes de Cristo. Hoy en día las varias denominaciones judías tienen desacuerdos sobre esta creencia, especialmente acerca de la identidad y naturaleza del Mesías del judaísmo e incluso de sus funciones específicas en la redención de la humanidad.
En el Tanaj, la llegada del mesías es profetizada por Yahveh a través de Miqueas (Libro de Miqueas 5:2). Las diversas versiones lo refieren como un rey, gobernante o señor de Israel, sin dar su nombre personal específico. Isaías  profetizó que una mujer joven daría a luz a un hijo, cuyo nombre sería Emanuel (Libro de Isaías 7:14 e Isaías 8:8). La profecía de Isaías acerca del mesías, o el surgimiento del concepto, está en íntima relación con otra profecía, también de Isaías, sobre la invasión de los asirios (Is. 36:1 y Is. 7:17) en el año 722 antes de Cristo. La invasión de los asirios provocó la caída del norte del Reino de Israel y la necesidad de un nuevo rey que restaurara el reino. El Reino de Asiria jugó un papel fundamental en el surgimiento del concepto del Mesías en la sociedad judía y por extensión en la mentalidad judeocristiana de base religiosa judaica y de cultura grecorromana.

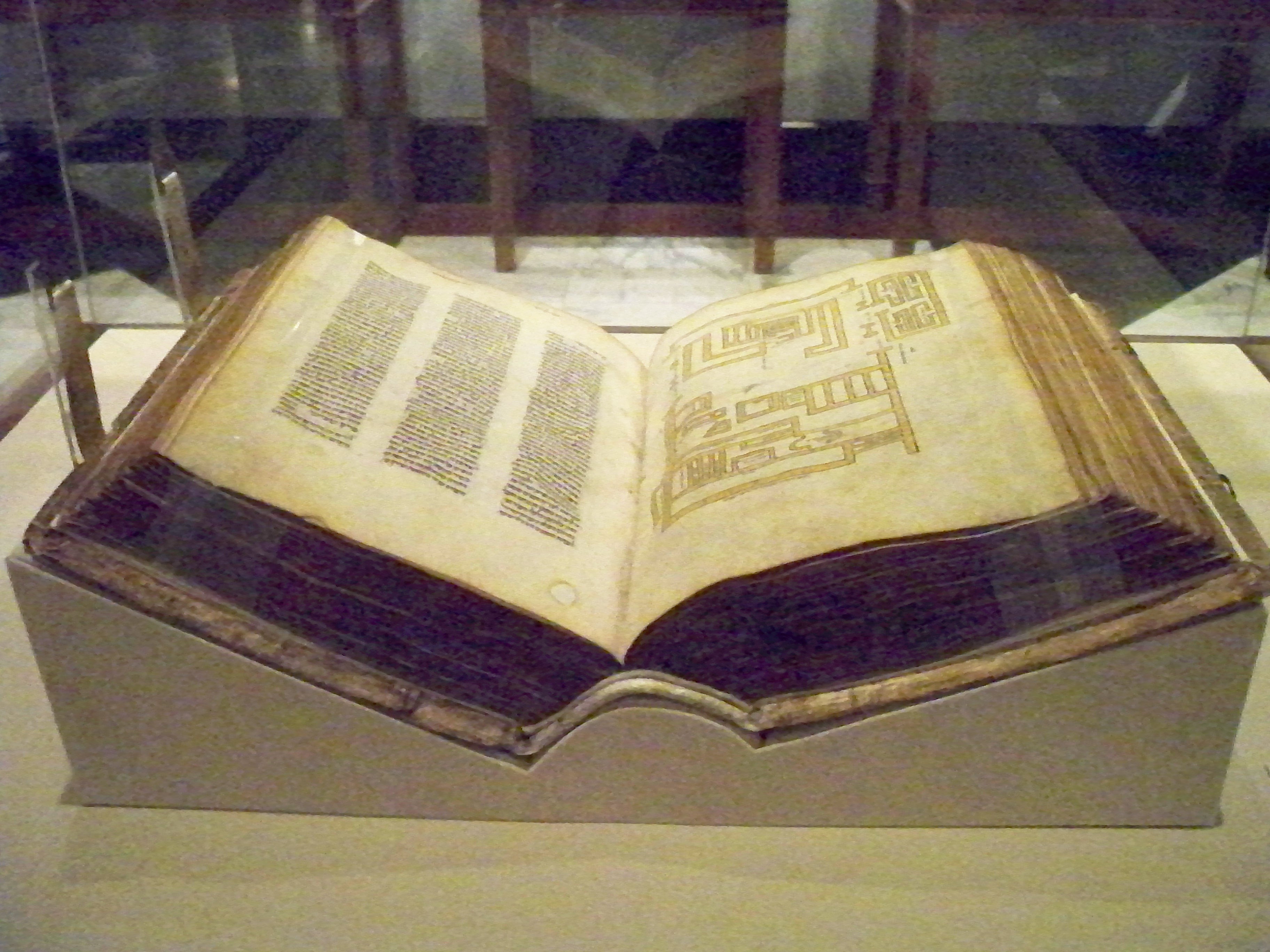
Tomo del Mishné Torá de Maimónides. Versión franco-alemana, c. 1200-1400. Metropolitan Museum of Art, Nueva York.

Las ideas del Mesías y la era mesiánica son originalmente judías. La noción del Mesías del judaísmo se origina con los fariseos y es retomado en las escrituras de Maimónides, cuyas creencias sobre el Mesías están expresadas en su obra "Mishné Torá". Allí se refiere a un rey judío, un líder humano aunque no divino, si bien estaría cercano a Dios, posiblemente como sucede en el caso del profeta Moisés (Moshé Rabenu).
También se menciona a dicho Mesías en las plegarias diarias de algunos Libros de oraciones judías, ya que para Maimónides es uno de los fundamentos de la vida judía el creer con fe completa (Emuná Shelemá) en el advenimiento del Mesías, quien garantizará las fronteras bíblicas de la Tierra de Israel prometida en la Torá a Israel, así como también la protección del pueblo judío.
Para algunas ramas minoritarias del judaísmo, especialmente para el judaísmo jasídico, el Mesías se manifestará en la humanidad solo en determinadas condiciones, por lo cual cada generación genera a un candidato para ser el Mesías, quien asumiría tal condición solamente si se cumplen los requisitos necesarios. Dicho Mesías se contaría entre los 36 hombres justos a los que se conoce como Tzadikim Nistarim. Jesucristo es el Mesías para el Cristianismo y Yeshúa es el Mashiaj para el Judaísmo mesiánico.

## Restauración del Templo
Según la teología judía, con el advenimiento del Mesías, el Templo de Jerusalén será restaurado, si eso llega a tener lugar, se tratará del Tercer Templo de Jerusalén. Para tal propósito en Israel se han delineado planos detallados e incluso una gran menorá.
- Proyecto contemporáneo para el Tercer Templo de Jerusalén basado en la visión de Ezequiel. Meir Leibush ben Yehiel Michal, 2010

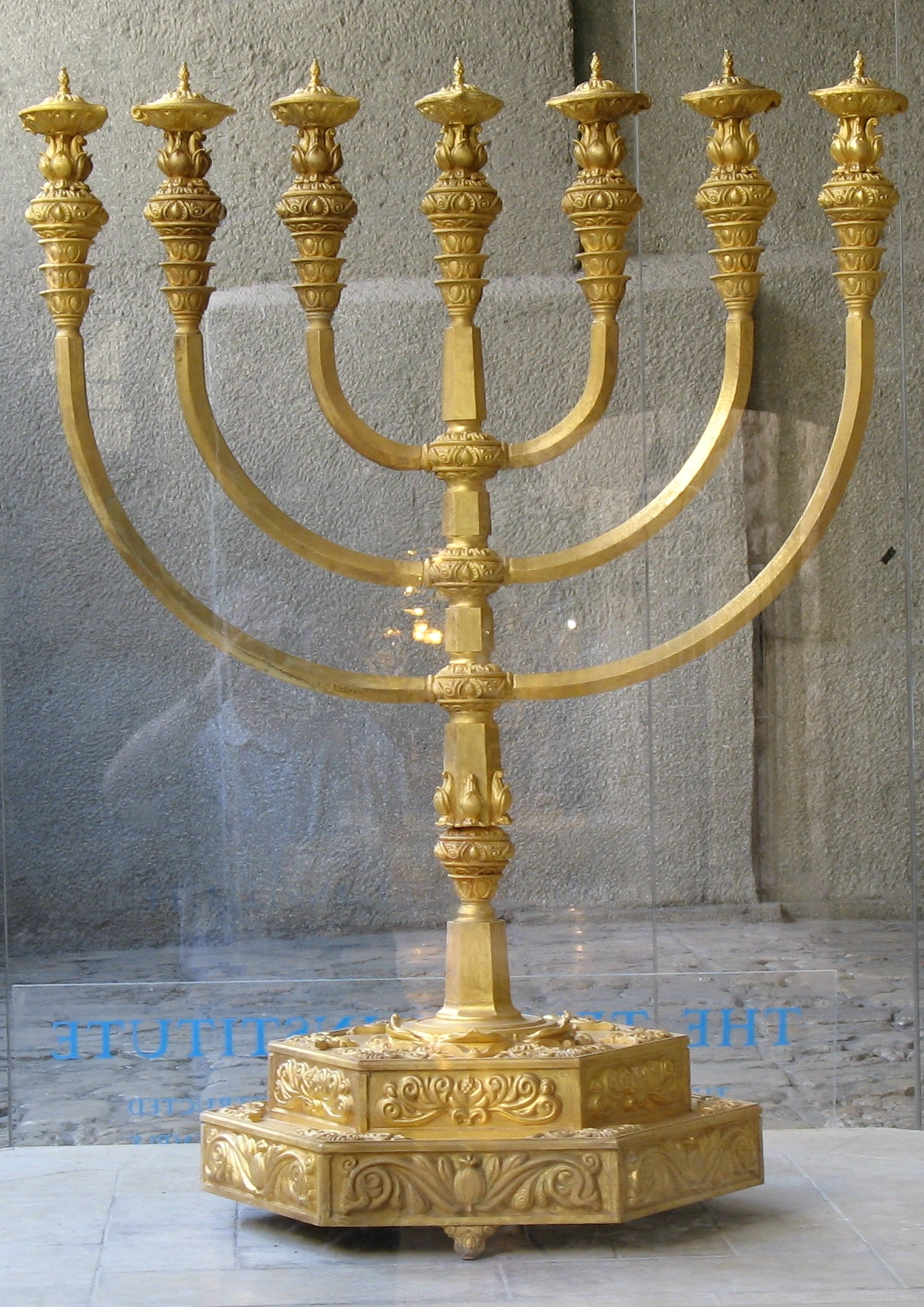
Menorá inspirada por la antigua del Templo de Jerusalén. Inicialmente exhibida en el Cardo de Jerusalén (2007). The Temple Institute, Barrio judío de la ciudad vieja de Jerusalén.